# Vasskilsåta
Vasskilsåta (norwegisch für Wasserscheidensitz) ist ein 940 m hoher Nunatak im ostantarktischen Königin-Maud-Land. Er ragt im nördlichen Teil des Otto-von-Gruber-Gebirges im Wohlthatmassiv auf.
Wissenschaftler des Norwegischen Polarinstituts benannten ihn 1968.